# Bűbáj és kéjelgés
A Bűbáj és kéjelgés (eredeti cím: Las brujas de Zugarramurdi) 2013-ban bemutatott spanyol horror-filmvígjáték, melyet saját és Jorge Guerricaechevarría forgatókönyvéből Álex de la Iglesia rendezett. A főbb szerepekben Hugo Silva, Mario Casas és Carmen Maura látható.
Az Amerikai Egyesült Államokban 2013. szeptember 20-án, Magyarországon 2014. február 20-án mutatták be először. A 28. Goya-gálán tíz kategóriában jelölték Goya-díjra, ebből nyolcat meg is nyert.

## Cselekmény
Viccesen öltözött rablók kifosztanak egy zálogházat, ám nem úgy alakulnak a dolgok, ahogy azt előre eltervezték. Menekülni kényszerülnek, ezért egy taxisofőrt arra kényszerítenek, szállítsa el őket egy biztonságosabb helyre. Útközben megállnak, ami miatt ismét gondjaik adódnak. Ugyanis egy éhes boszorkányfalka éppen belőlük akar belakmározni, ezenkívül a nagy terveikhez is fel akarja használni őket.

## Szereplők
| Szerep             | Színész               | Magyar hang        |
| ------------------ | --------------------- | ------------------ |
| José               | Hugo Silva            | Sarádi Zsolt       |
| Antonio            | Mario Casas           | Czető Roland       |
| Calvo felügyelő    | Pepón Nieto           | Faragó András      |
| Eva                | Carolina Bang         | Solecki Janka      |
| Maritxu            | Terele Pávez          | Tóth Judit         |
| Manuel, taxisofőr  | Jaime Ordóñez         | Karácsonyi Zoltán  |
| Sergio             | Gabriel Ángel Delgado | Boldog Gábor       |
| Miren              | Santiago Segura       | Takátsy Péter      |
| Silvia             | Macarena Gómez        | Böhm Anita         |
| Pacheco felügyelő  | Secun de la Rosa      | Láng Balázs        |
| Luismi             | Javier Botet          | Katona Zoltán      |
| értelmi fogyatékos | Enrique Villén        | Várday Zoltán      |
| Conchi             | Carlos Areces         | Berzsenyi Zoltán   |
| Badajoz férfi      | Manuel Tallafé        | Orosz István       |
| idős nő            | María Barranco        |                    |
| Graciana           | Carmen Maura          | Menszátor Magdolna |